# Portarlington (Irland)
53°9′40″N 7°11′25″V / 53.16111°N 7.19028°V
Portarlington (Irland) (Irsk: Cúil an tSúdaire) er en irsk by i County Laois og County Offaly i provinsen Leinster, i den centrale del af Republikken Irland med en befolkning (inkl. opland) på 6.004 indb i 2006 (4.001 i 2002) 